# 西营镇 (襄垣县)
西营镇，是中华人民共和国山西省长治市襄垣县下辖的一个乡镇级行政单位。

## 行政区划
西营镇下辖以下地区：
西营村、吴北村、南漳村、城底村、护驾垴村、义街村、花果园村、南岩村、郭家垴村、丰曲村、南坪村、磁窑头村、辘轴凹村、牛狼河村、常家坪村、兴民村和观岩村。